# Mercabarna
Mercabarna (Mercados de Abastecimiento de Barcelona, SA) è la società di gestione dell'azienda alimentare che concentra i mercati all'ingrosso nella città di Barcellona e nei suoi dintorni. È composto da 3 mercati all'ingrosso: Mercado Central de Frutas y Hortalizas (Mercato centrale di frutta e verdura), Mercado Central de Pescado (mercato centrale del pesce) e Mercabarna-flor (mercato dei fiori) e da un mattatoio. Nell'autunno 2020 è stato inaugurato un mercato che riunisce l'offerta di alimenti biologici, soprattutto freschi. Occupa 90 ettari di superficie, dove operano circa 700 aziende del settore agroalimentare.
Si trova all'interno della Zona Franca, vicino al porto e all'aeroporto El Prat e alle principali infrastrutture di trasporto terrestre che facilitano la distribuzione delle merci. Mercabarna è uno dei principali centri di distribuzione europei di prodotti freschi.
I prodotti venduti a Mercabarna sono nazionali ed esteri, ma la sua sfera d'influenza più immediata copre tutta la Catalogna, il nord della Comunità Valenciana, la striscia di Aragona, le Isole Baleari, Andorra, il sud della Francia e il nord dell'Italia. In totale, Mercabarna fornisce prodotti freschi a circa 10 milioni di consumatori.

## Azionisti e rete Mercasa
Tra gli azionisti della società ci sono:
- Barcelona de Servicios Municipales, con il 51%,
- Empresa Nacional MERCASA, con il 37%
- Consejo Comarcal del Barcelonés, con il 12%

Mercabarna forma una parte di MERCASA, rete che possiede 23 Unità alimentari in Spagna.